# スヴァリーの海戦
スヴァリーの海戦は、1612年11月29日から30日にかけて、インド・グジャラート州スラート市近郊の村スヴァリー（英語名スワリー）沖で行われ、イギリス東インド会社のガレオン4隻がポルトガル船4隻とバーク（武装していない漕ぎ船）26隻に勝利した海戦で、別名スヴァリの海戦とも言われている。

## 重要性
この比較的小規模な海戦は、イギリス東インド会社のインドにおけるプレゼンスの上昇の始まりを示したため、歴史的に重要だ 。
この戦いはまた、イギリス東インド会社が、他のヨーロッパ勢力や海賊から自分たちの商業利益を守るために、小さな海軍を設立することを確信させるものであった。この小さな始まりが、現代のインド海軍のルーツとされている。
この戦いの背景には、1602 年にオランダのVereenigde Oostindische Compagnieが組織された主な理由も示されている。

## 背景
この戦いは、15世紀後半から16世紀にかけて、ポルトガルがインド貿易を独占していたことに起因している。1555年にマスコヴィー会社となった商人冒険家会社（1551年設立）と、「ジョン・カンパニー」としても知られるイギリス東インド会社（1600年設立）は、東インドへのルートと香辛料貿易を必死で探そうとしていたのである。この戦いに至る過程で重要な役割を果たしたのが、次の3人の人物である。

### ラルフ・フィッチ
ポルトガルはアジアへの新航路を厳重に警備していた。1583年7月、イギリスの商人ラルフ・フィッチがオルムーズ（現在のイランの港、バンダル・アッバース付近）でスパイの罪で逮捕された。彼は自分の船「タイガー」でシリアからユーフラテス川を使い、現在のイラクを経由してインド洋に向かう航海の途中であった。ラルフはゴアのポルトガル総督の前に出頭し、逮捕された。イエズス会の神父が提供した保証金で釈放されたが、ゴアを脱出し、数年間インドを放浪する。1591年にイギリスに戻り、会社の貴重な相談役となった。

### ヤン・ホイヘンス・ファン・リンショーテン
ヤン・ホイヘンス・ファン・リンショーテン（1563-1611）は、オランダのプロテスタント旅行者、歴史家で、1583年から1588年までポルトガル総督の秘書としてゴアに駐在したこともある。1592年にオランダに帰国した。1596年に『Itinerario』（後に英語版『Discours of Voyages into Y East & West Indies』）を出版し、ヨーロッパで初めて東インド、特にインドへの航海の詳細な地図を図式化することに成功した。ヤン・ホイヘンスはゴア滞在中、総督の信頼を裏切り、極秘の海図を一枚一枚丹念に写し取った。さらに重要なことは、安全な航海に不可欠な海流、深海、島、砂州などの海事情報と、道しるべとなる海岸の描写を提供したことである。
また、彼の出版物は、1602年にオランダのアジア貿易を統括するオランダ東インド会社（Vereenigde Oostindische Compagnie）を設立するきっかけとなった。

### サー・ウィリアム・ホーキンス、第一特使
ウィリアム・ホーキンス卿は、イギリス東インド会社の最初のインド航海を率い、1608年8月24日にヘクター号でグジャラート州のスラート港に入港した。彼は25,000枚の金塊と、ムガル帝国皇帝ジェハーンギール（セハーンギールまたはイチャンギールとも表記される）に宛てた国王ジェームズ1世の私信を持っており、貿易の利権を求めました。彼は2年以上粘ったが、海賊に金塊を奪われ、上陸中に何度も殺害を試みられた。彼は手ぶらで英国に戻った。次の使節、ポール・カニングはわずか数ヶ月しかもたなかった。

## 十回目の航海
イギリス東インド会社の最初の航海は、必ずしもインドを目指すものではなかった。各航海は、それ自体が事業であり、新株の発行によって個別に資金を調達していた。1611年、ジョン・サリス船長の率いる第8次航海が行われ、日本へ向かった。第9回目の航海（1612年2月〜1615年8月）は、インドとスマトラ島を目指した。
イギリス東インド会社を代表する第10次航海（1612-1614年）は、トーマス・ベスト船長によって行われた。1612年2月1日にグレーブゼンドを出発し、現在のトリニダードを経由して[要出典]、1612年9月3日にダマン、最終的に1612年9月5日にスラートに到着した。スラートはムガール人の主要な港であり、当時はタプティ川の河口に位置していた。

## 戦い
偶然にも、1612年9月13日、16隻のポルトガル船団がスラートへ入港した。1612年9月22日、ベスト船長は皇帝に使者を送り、スラートでの貿易と工場の設立を許可するよう求めることにした。もし拒否されたら、彼はこの国を去るつもりであった。これは、1609年にジェームズ1世が、3年以内に収益性のある事業が成立しなければ会社の勅許を取り消すという条件で勅許を延長したことが一因であったかもしれない。
1612年9月30日、キャプテン・ベストは、彼の部下であるカニング氏（パーサー）とウィリアム・チェンバースの2人が岸にいる間に逮捕されたという知らせを受けた。最悪の事態を恐れたベスト船長は、グジャラート州知事の船を勾留し、部下と引き換えに船を解放すると申し出た。
10月10日、ベスト船長と彼の船はスーラトの北12マイル（19km）にある小さな町、スバリに向かった。これは、総督（Sardar Khanか）がこの町にある砦でラージプートの反乱と戦っていたためであろう。10月17日から21日にかけて、彼は交渉の末に、皇帝の批准を条件として貿易特権を認める条約を総督と結ぶことに成功した。
29 日に 2 つの海軍の間で小競り合いが発生し、どちらの側にも大きな被害はなかった。
10月30日の日中、レッド・ドラゴンのキャプテン・ベストは、4隻のポルトガル・ガリオン船のうち3隻が座礁する間に航行し、反対側でホシアンデルと合流した。ポルトガル船は3隻のガレオン船を何とか浮揚させることができた。
その夜の午後 9 時に、イギリスの船に火をつけようとして、火船としてバークが彼らに向けて送た。しかし、英国の時計は警戒しており、樹皮は大砲の砲火で沈み、8人の命が失われた。
ベスト船長がディウ港に向けて出航した12月5日まで、膠着状態が続いた。

## 十回目の航海は続く
1613年1月6日、キャプテン・ベストは皇帝から条約を批准する書簡を受け取り、総督から提示された。その後、ベスト船長は1月16日に部下の一人、アンソニー・スターキーに命じて、成功の手紙を携えて陸路でイギリスに向けて出発させた。スターキーは後に死亡した。イギリス側は、彼が2人のイエズス会神父によって毒殺されたと主張した。
その後、ベスト大尉は1月18日にセイロンに向かい、その後スマトラに向かい、1614年4月頃にインドに戻ることなくイギリスに戻った。

## ムガル帝国への影響
この出来事は、皇帝に報告したグジャラート州のサルダール(総督) に十分な印象を与えました。その後、皇帝はポルトガル人よりもイギリス人に好意的だった。

## 関係船

### イギリス東インド会社
(この戦闘に関するほとんどの言及は、最初の 2 隻の船のみに言及しています。ヤコブとソロモンも第8回航海に参加）
- レッドドラゴン (1595)
- ホジアンデル
- ジェームズ
- ソロモン

### ポルトガル
4ガレオン船</br>26 櫂の樹皮

## スワリー
Swally はSuvaliの英語化です。スヴァリ港は、インドのスラトにある現代のスヴァリ村の近くにあります。
突然のスコールと軍事攻撃の両方から保護されていることを発見したため、港はイギリス人によって建設されました。その上、イギリス人は、スワリーが干潮時に航行可能だったので、スラトとの初期の交易にその場所を使用するのが便利であることに気付きました。フランス人とポルトガル人もそこから運航していたため、スラトの港を使用する際にはいくつかの複雑な問題がありました。 
GES のチーフ プロジェクト コーディネーター (沿岸および海洋生態学) である R Sengupta氏は、次のようにアドバイスしました。英国人は誰もスワリーの港を使用することを許可しておらず、その許可には関税を課していた." 

## こちらもご覧ください
- コラヘルの戦い
- ディウの戦い

1. 1 2  The Times of India – Hunt on to locate port of British entry

- ロバート・カー (FRS. & FAS (Edin. )))。航海と旅行の一般的な歴史とコレクション、MDCCCXXIV、Vol。 IX.、Pt。 II、ブック III、Ch。 X、セクション XVIII。
- ロー、トーマス卿。サー・トーマス・ローの日誌、イギリス国王ジェームズ1世からイチャン・ガイア、インドの強大な皇帝、一般に偉大な大御所と呼ばれる大使。その国への彼の航海とそこでの彼の観察の説明を含む、ロンドン：Awnsham＆John Churchill、1704年、初版。クォート。 404 (757–812)pp